# 공정신용보고법
공정신용보고법(영어: Fair Credit Reporting Act, FCRA, 15 U.S.C. § 1681 et seq.)은 개인신용평가기관의 파일에 담긴 소비자 정보의 정확성, 공정성, 그리고 프라이버시를 증진하기 위해 제정된 연방법이다. 이 법은 소비자가 신용 보고서에 잘못된 정보가 의도적으로 또는 과실로 포함되는 것을 막기 위한 것이었다. 이를 위해 FCRA는 소비자 신용 정보를 포함한 소비자 정보의 수집, 배포 및 사용을 규제한다. 이 법은 1970년에 원래 통과되었으며, 미국 연방거래위원회, 소비자 금융 보호국 및 개인 소송 당사자에 의해 집행된다.

## 역사
신용 점수 표준화 이전에는 1960년대까지 인성 평가서가 신용 보고서의 필수적인 부분이었다. 개인의 성격, 습관, 건강에 대한 상세한 정보를 담고 있는 신용 보고서에 대해 공정신용보고법 청문회에서 국회의원들은 개인이 오류를 바로잡을 수 없다는 점을 우려했다.
공정신용보고법은 원래 1970년 10월 26일자 Pub.L. 91–508, 84 Stat. 1114, 1970년 10월 26일 제정의 제6편으로 제정되었으며, "연방 예금 보험법을 개정하여 보험에 가입된 은행이 특정 기록을 유지하도록 요구하고, 미국 통화의 특정 거래를 재무부에 보고하도록 요구하며, 기타 목적을 위한 법률"이라는 제목이 붙었다. 이 법은 1968년 6월 29일자 Pub.L. 90–321, 82 Stat. 146, 1968년 6월 29일 제정의 소비자 신용 보호법에 제6편을 추가하는 개정안으로 작성되었다.
공정신용보고법은 정보화 시대에 통과된 최초의 데이터 프라이버시 법률 중 하나이다. 이 법을 이끌어낸 미국 의회의 발견과 이 법의 규제 목표는 향후 60년 동안 미국과 전 세계 정보 프라이버시의 방향을 설정했다. 이러한 혁신 중에는 개인의 삶에 대한 결정을 내리는 비밀 데이터베이스가 없어야 하고, 개인은 그러한 데이터베이스에 저장된 정보를 보고 이의를 제기할 권리가 있어야 하며, 그러한 데이터베이스의 정보는 합리적인 시간 후에 만료되어야 한다는 결정이 포함되었다.

## 소비자 보고서
일반적으로 신용 보고서라고 불리는 소비자 보고서는 "귀하의 신용 정보와 일부 청구서 상환 내역, 그리고 신용 계좌의 상태를 포함한다. 이 정보에는 귀하가 제때에 지불하는 빈도, 보유한 신용 금액, 사용 가능한 신용 금액, 사용 중인 신용 금액, 그리고 채무나 청구서 수금원이 귀하가 빚진 돈을 수금하고 있는지 여부가 포함된다. 신용 보고서에는 귀하가 부동산 임차인인 경우 임대 상환 정보도 포함될 수 있다. 또한 귀하의 재정 상태와 의무에 대한 통찰력을 제공하는 유치권, 판결 및 파산과 같은 공공 기록도 포함될 수 있다."

## 소비자 보고서의 부정확성
연방거래위원회가 발표한 2015년 연구에 따르면 소비자의 23%가 자신의 신용 보고서에서 부정확한 정보를 발견했다. 2003년에 통과된 FCRA의 개정안인 공정하고 정확한 신용 거래법(FACTA)에 따라 소비자는 매년 각 신용 보고 기관으로부터 소비자 보고서 사본을 무료로 받을 수 있다. 무료 보고서는 전화, 우편 또는 정부 승인 웹사이트인 AnnualCreditReport.com을 통해 요청할 수 있다.

## 민사 책임
FCRA는 다음을 규제한다.
1. 소비자 보고 기관;
2. 소비자 보고서 사용자; 그리고,
3. 소비자 정보 제공자.

FCRA에 따른 소비자의 권리가 침해된 경우, 소비자는 다음을 회수할 수 있다.
1. 실제 또는 법정 손해 배상;
2. 변호사 수수료;
3. 법정 비용; 그리고,
4. 위반이 고의적이었다면 징벌적 손해 배상.[9] "FCRA 1681n에 따른 징벌적 손해 배상의 위협은 보고 산업의 잘못된 보고를 억제하는 주요 요인이다."[10]

소멸시효는 소비자가 다음 중 빠른 시점 이전에 소송을 제기하도록 요구한다. 위반이 발견된 후 2년; 또는 위반이 발생한 후 5년.
소비자 변호사들은 종종 이러한 사건을 착수금 방식으로 처리하는데, 이는 법규가 소비자가 위반 당사자로부터 변호사 수수료를 회수할 수 있도록 허용하기 때문이다.

## 소비자 보고서 사용자
신용, 보험 또는 고용 목적(결과를 위한 신원 조회 포함)으로 정보를 사용하는 사용자는 FCRA에 따라 다음과 같은 책임이 있다.
1. 사용자는 FCRA에 따라 허용 가능한 목적을 위해서만 소비자 보고서를 획득할 수 있다.
2. 사용자는 그러한 보고서를 기반으로 불리한 조치를 취할 때 소비자에게 통지해야 한다. 그리고,
3. 사용자는 보고서를 제공한 회사를 식별하여 소비자가 보고서의 정확성과 완전성을 확인하거나 이의를 제기할 수 있도록 해야 한다.

## 고용 신원 조회
직원이나 구직자를 심사하기 위해 소비자 보고서를 사용하는 고용주는 특정 절차를 따라야 한다.
1. 서면 허가를 받아야 한다.
2. 신용 보고서를 어떻게 사용할 것인지 알려야 한다.
3. 정보를 오용하지 않아야 한다.
4. 고용주가 고용하지 않기로 결정하거나 해고하는 경우 신용 보고서 사본을 제공해야 한다. 그리고,
5. 최종 불리한 결정을 내리기 전에 신용 보고서에 포함된 정보에 대해 이의를 제기할 기회를 제공해야 한다.[11]

## 정보 제공자
FCRA에 정의된 정보 제공자는 소비자 보고 기관에 정보를 제공하는 회사이다. 일반적으로 이들은 소비자가 어떤 종류의 신용 계약(예: 신용카드 회사, 자동차 금융 회사 및 모기지 은행 기관)을 맺고 있는 채권자이다.
정보 제공자의 다른 예로는 채권 추심 기관(제3자 수금원), 어떤 종류의 판결을 보고하는 주 또는 시립 법원, 과거 및 현재 고용주와 보증인이 있다. 대출 기관은 신용 보고서의 정확성을 보장하는 데 중요한 역할을 한다. FCRA에 따라 소비자에게 정보를 소비자 보고 기관에 제공하는 채권자는 다음을 수행해야 한다.
1. 신용 보고 기관에 완전하고 정확한 정보를 제공한다.
2. 신용 보고 기관으로부터 받은 소비자 분쟁을 조사한다.
3. 분쟁 접수 후 30일 이내에 정보를 수정, 삭제 또는 확인한다. 그리고,
4. 소비자에게 부정적인 정보가 처리 중이거나 이미 소비자 신용 보고서에 기재된 경우 한 달 이내에 통보한다.

(이 통지는 별도의 통지로 보낼 필요는 없지만, 소비자의 월별 명세서에 포함될 수 있다. 월별 명세서의 일부로 보내지는 경우 눈에 잘 띄어야 하지만, 굵은 글씨일 필요는 없다. 미국 재무부가 개발한 필수 문구):
부정적인 정보가 보고되기 전 통지: 귀하의 계정에 대한 정보를 신용 조사 기관에 보고할 수 있습니다. 지연된 지불, 미납 또는 귀하의 계정에 대한 기타 불이행은 귀하의 신용 보고서에 반영될 수 있습니다.
부정적인 정보가 보고된 후 통지: 당사는 귀하의 계정에 대한 지연된 지불, 미납 또는 기타 불이행에 대해 신용 조사 기관에 통지했습니다. 이 정보는 귀하의 신용 보고서에 반영될 수 있습니다.

## 소비자 보고 기관(CRAs)
소비자 신용 보고 기관(CRAs)은 신용 평가 및 고용을 포함한 특정 기타 목적에 사용하기 위해 소비자에 대한 정보를 수집하고 배포하는 기관이다. 소비자 보고 기관의 한 유형인 신용 조사 기관은 데이터베이스에 소비자의 신용 보고서를 보관한다. CRAs는 FCRA에 따라 다음과 같은 여러 가지 책임을 진다.
1. CRAs는 소비자 보고서에 포함된 정보의 최대 정확성을 보장하기 위해 합리적인 절차를 유지해야 한다.[9]
2. 기관 파일에 있는 본인에 대한 정보를 소비자에게 제공하고, 소비자가 이의를 제기한 정보의 정확성을 확인하기 위한 조치를 취한다.
3. 소비자의 이의 제기로 인해 부정적인 정보가 제거된 경우, 5일 이내에 소비자에게 서면으로 통지하지 않으면 다시 삽입할 수 없다. 그리고,
4. 최초 연체일로부터 7년 후 부정적인 정보를 제거한다 (단, 파산 (10년) 및 조세채무 유치권 (지불된 시점으로부터 7년) 제외).

세 개의 주요 CRA인 엑스페리안, 트랜스유니온, 에퀴팩스는 소비자 분쟁으로 인해 정보 제공자와 직접 상호 작용하지 않는다. 이들은 E-Oscar라는 시스템을 사용한다. 그러나 일부 지역에는 다른 신용 조사 기관이 있다.

### 전국 특수 소비자 보고 기관
세 개의 주요 CRA 외에도 FCRA는 수십 개의 다른 정보 기술 회사를 신용 결정을 내리는 데 사용되는 개별 소비자 보고서를 생성하는 "전국 특수 소비자 보고 기관"으로 분류한다. 공정 신용 보고법 제603조에 따라 "전국 특수 소비자 보고 기관"이라는 용어는 전국적으로 소비자에 대한 파일을 다음 사항과 관련하여 편집 및 유지하는 소비자 보고 기관을 의미한다.
1. 의료 기록 또는 지불;
2. 주거 또는 임차 이력;
3. 수표 발행 이력;
4. 고용 이력; 또는,
5. 보험 청구.

이러한 전국 특수 소비자 보고 기관은 소비자 신용 보고서 파일을 판매하므로, 공개를 요청하는 모든 소비자에게 보고서 파일에 대한 연간 공개를 제공해야 한다. FCRA에 따라 전국 특수 소비자 보고 기관으로 분류된 회사의 일부 목록에는 다음이 포함된다: 텔레체크, 초이스포인트, 악시옴, 통합 스크리닝 파트너스, 이노비스, 보험 서비스 사무소, 테넌트 데이터 서비스, 렉시스넥시스, 리테일 이퀘이션, 센트럴 크레딧, 텔레트랙, MIB 그룹, 유나이티드헬스 그룹 (인제닉스 부서), 밀리먼.
주요 CRA인 엑스페리안, 에퀴팩스, 트랜스유니온은 법적으로 소비자가 보고서를 요청할 수 있는 중앙 출처 웹사이트를 제공해야 하지만, 전국 특수 소비자 보고 기관은 공개를 위한 중앙 온라인 출처를 제공할 필요는 없다. FCRA 제612조는 전국 특수 소비자 보고 기관이 소비자 보고서 요청을 위한 간소화된 절차를 수립하도록 요구할 뿐이며, 이는 최소한 각 기관이 그러한 소비자 공개 요청을 위한 수신자 부담 전화번호를 설정하는 것을 포함해야 한다.

## 같이 보기
- Annualcreditreport.com
- 악성 신용 이력
- 신원 조회
- 신용카드
- 신용정보
- 신용평가사
- 신용 점수
- 공정하고 정확한 신용 거래법
- 공정 신용 청구법
- 신원 도용
- 신원 도용 자원 센터
- 세입자 심사
- 미국의 금융 프라이버시 법률